# Zweisitzer (Flugzeug)

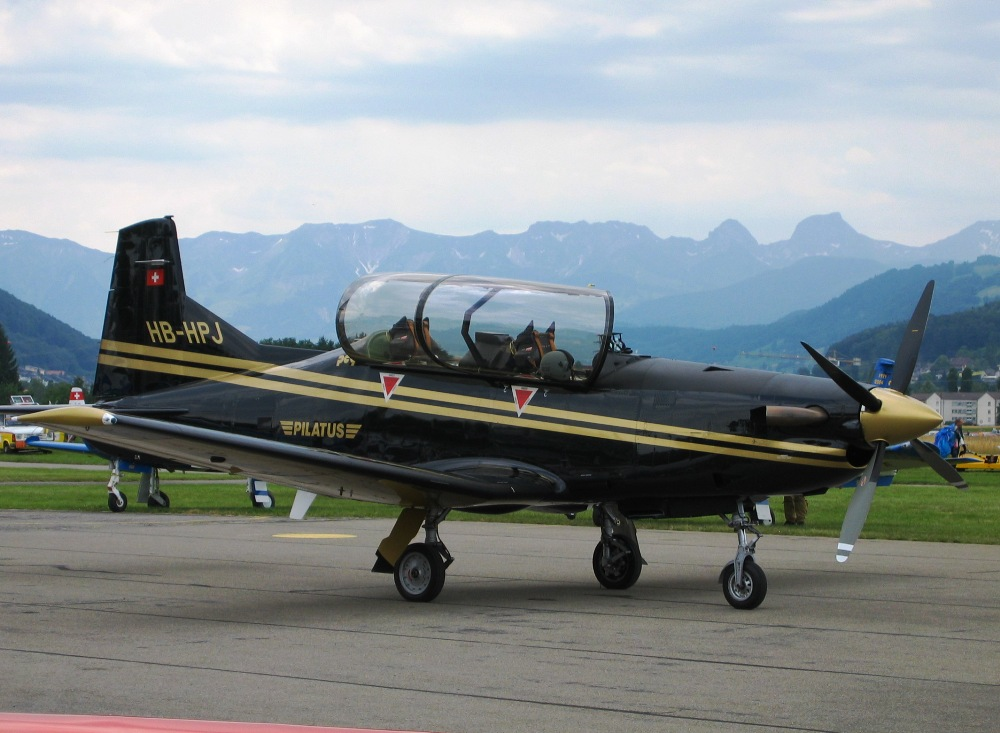
Die zweisitzige PC-9 dient als Schulflugzeug

Als Zweisitzer (engl. two-seater oder twin seater, frz. biplace) werden Flugzeuge bezeichnet, die Platz für zwei Personen bieten. Dies trifft hauptsächlich auf militärische Flugzeuge zu, in denen die beiden Besatzungsmitglieder besondere Aufgaben übernehmen.
Auch zivile Flugzeuge können so bezeichnet werden. Hier sind Zweisitzer hauptsächlich bei Sport- und Schulflugzeugen üblich. Zweisitzige Segelflugzeuge werden in der Regel als Doppelsitzer bezeichnet.

## Geschichte

### Die Zweisitzer der Weltkriege

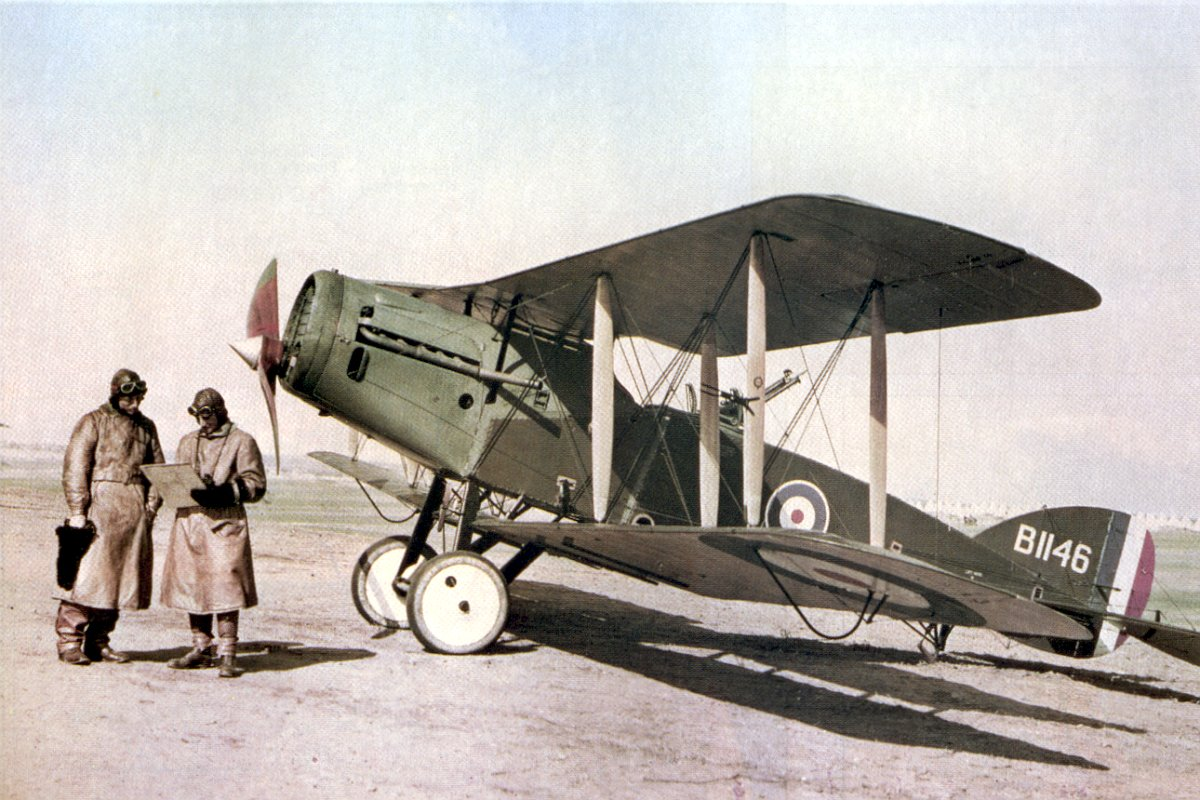
Die Bristol F.2 – ein Zweisitzer des Ersten Weltkriegs.

Die Besetzung von Flugzeugen mit zwei Besatzungsmitgliedern, die verschiedene praktische Aufgaben übernehmen, begann bereits im Ersten Weltkrieg. Hier wurde dem Piloten ein zweiter Mann zugeteilt, der meist hinter dem Piloten saß. Er konnte Aufgaben eines Bordschützen, Aufklärers oder ähnlichem übernehmen. Der Pilot konnte sich somit auf den Flug konzentrieren, während der Hintermann z. B. Luftaufnahmen machte oder einen Verfolger abwehrte.
Diese Aufgabenteilung wurde weitgehend bis nach dem Zweiten Weltkrieg beibehalten. Bekannt wurde zum Beispiel die Messerschmitt Bf 110, die einen Bordschützen besaß, der das Flugzeug nach hinten verteidigte und so dem Gegner den üblichen Angriff von hinten aus erhöhter Position erschwerte. Die de Havilland Mosquito, die aufgrund ihrer Vielseitigkeit auch über den Zweiten Weltkrieg hinaus eingesetzt wurde, markierte einen Wendepunkt von der traditionellen Zweisitzerform zu einer neuen Zusammenarbeit zwischen den Besatzungsmitgliedern. Der zweite Mann ging nicht mehr einer vom Piloten quasi unabhängigen Tätigkeit nach, sondern unterstützte den Piloten direkt in der Erfüllung seiner Aufgaben.

### Teamwork im modernen Cockpit

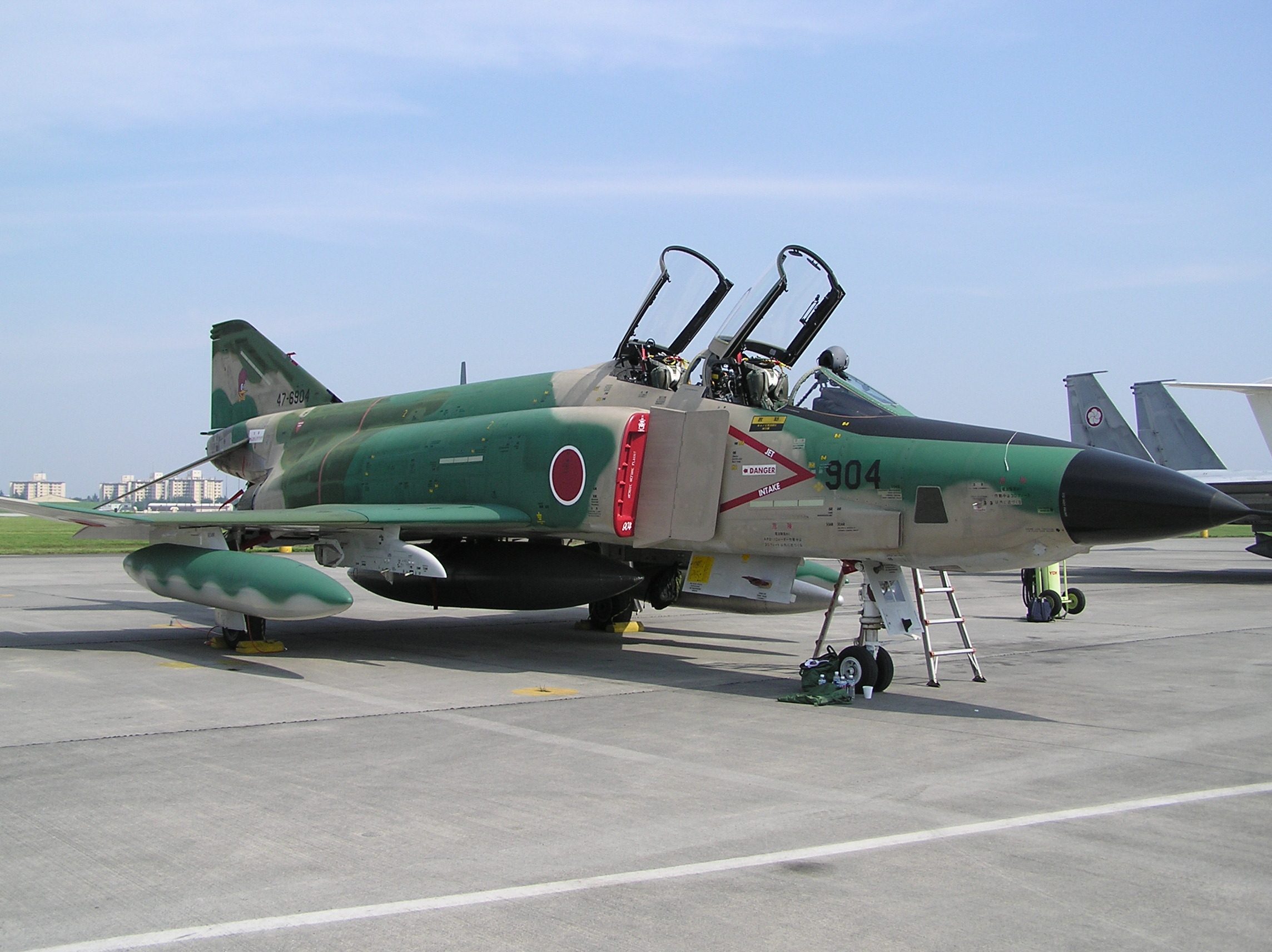
Eine japanische F-4, die Aufteilung ist klar erkennbar

Mit der Weiterentwicklung der Technik und dem erweiterten Aufgabenspektrum, das ein Kampfflugzeug übernehmen konnte, wurden Kampf- und Angriffsflugzeuge häufiger mit zwei Besatzungsmitgliedern besetzt. Die Ära des Vietnamkrieges brachte zahlreiche Beispiele zutage. So verfügt der Abfangjäger und Jagdbomber F-4 Phantom über den Piloten und einen zusätzlichen Bordschützen, der den Piloten bei der Navigation, Luftraumüberwachung, Zielerfassung, Aufklärung und weiteren Aufgaben unterstützt. Er wird Radar Intercept Officer (RIO; dt.: Waffensystemoffizier) genannt. Auch ist der A-6 Intruder zu nennen, in dem die Besatzung nebeneinander sitzt. Hier wird der „zweite Mann“ nicht als Waffensystemoffizier, sondern als Navigator bezeichnet, bzw. Bombardier/Navigator (B/N).
Die F-111 Aardvark, die den A-6 in seinen ursprünglichen Aufgaben nach und nach ersetzte, hat eine ähnliche Cockpitaufteilung, die jedoch in der militärischen Flugzeugentwicklung seltener ist. Weitaus üblicher ist eine Aufteilung wie die der F-4, später angewandt in der F-14 Tomcat, die lange Zeit als modernstes und gefährlichstes Flugzeug galt. Ihre Fähigkeiten wurden vor allem durch die Entwicklung als Zweisitzer ermöglicht.

### Technik ersetzt den zweiten Mann
Die Weiterentwicklung der Technik, die es vermehrt Computern ermöglichte komplexe Aufgaben zu übernehmen und Informationen zu verarbeiten, brachte eine Verringerung von zweisitzigen Flugzeugen mit sich. So wurde auch einer kostspieligen Ausbildung von Personal entgegengewirkt. Dies zeigt sich vor allem im Fall der F-14, die durch die einsitzige F-18 ersetzt wurde, welche wiederum durch die ebenfalls einsitzige F-35 ersetzt werden soll.
Nur bei Flugzeugen, die zum Beispiel auch weiterhin eine Auswertung von Informationen durch einen Menschen erfordern (z. B. Bomber, Aufklärungsflugzeuge und Flugzeuge für die elektronische Kriegführung) wird die zweisitzige Lösung beibehalten, oder als zusätzliche Version eines Flugzeugtyps entwickelt. Weitaus üblicher sind Zweisitzer – und dies seit ihrer frühesten Entwicklung – bei Schulflugzeugen. So kann der Fluglehrer (oft vom hinteren Sitz aus über ein Doppelsteuer) den Flugschüler überwachen und notfalls eingreifen. Als Beispiel für Kampfflugzeuge zu nennen ist die General Dynamics F-16, deren einsitzigen Version F-16A für den Einsatz die zweisitzige F-16B für Trainingszwecke zur Seite gestellt wurde.

## Technik

### Gestaltung des Cockpits
Es gibt grundsätzlich zwei Varianten der Cockpitaufteilung: Hintereinander (Tandem) und Nebeneinander sitzend. Letzteres kommt aufgrund der dadurch erforderlichen größeren Breite des Rumpfes nur bei (Jagd-)Bombern und Aufklärern zur Anwendung, da diese an sich schon größer gebaut werden und die Geschwindigkeit und Wendigkeit nicht im Vordergrund steht. Bei der A-6, die auch heute noch in Form der viersitzigen EA-6 Prowler fliegt, sitzt der Navigator nur beinahe neben dem Piloten. Sein Sitz ist um einige Zentimeter nach hinten versetzt. Der Navigator konzentriert sich nahezu während des gesamten Fluges auf seine Instrumente und bekommt vom eigentlichen Flug nur passiv etwas mit. Daher verfügt auch nur der Pilot über das sogenannte Head-Up-Display (HUD), das ihm die erforderlichen Informationen direkt ins Blickfeld projiziert. Bei der vier Jahre später entwickelten F-111 verfügen sogar beide Besatzungsmitglieder über ein eigenes HUD.

#### Tandem-Cockpit
Bei Flugzeugen, deren Einsatz höhere Geschwindigkeiten, große Wendigkeit und somit andere aerodynamischen Voraussetzungen erfordern, ist es üblich, dass die Tandem-Lösung gewählt wird. Hier ist die verbreitetste Methode, den Hintermann etwas erhöht hinter dem Piloten zu positionieren. Trotz häufig stark eingeschränkter Sicht nach vorne durch die Armaturen ist so trotzdem eine verbesserte Sicht nach vorne und zu den Seiten gewährleistet. Während des Luftkampfes übernimmt der Hintermann auch zusätzlich die Beobachtung des Bereiches hinter dem Flugzeug und informiert den Piloten z. B. über die Position eines nahen Verfolgers.
Bei militärischen Schulflugzeugen wie z. B. dem BAE Hawk oder dem Alpha Jet wird diese erhöhte Positionierung des Hintermanns auch häufig verstärkt, damit der Fluglehrer einen besseren Überblick über den Flugweg bekommt.
Die Besatzungsmitglieder sind ständig über eine Sprechanlage miteinander verbunden. Es gibt auch Tandemvarianten, in denen die Cockpits vollständig voneinander getrennt sind, wie bei der MiG-25PU und RU. Hier wird die Notwendigkeit einer Verbindung über eine Intercom noch ersichtlicher. Eine solche Aufteilung, wie sie auch bei einer Version der SR-71 Blackbird angewandt wurde, ist durch die frühe Entstehungszeit der Flugzeuge in Verbindung mit den extrem hohen Geschwindigkeiten (bei der SR-71 bis zu 3.529 km/h) zu erklären. Die relativ alte, doch moderne F-4 hat zwar ein zusammenhängendes Cockpit, jedoch auch zwei voneinander getrennte Kabinendächer. Die verarbeiteten Materialien ließen noch keine zusammenhängenden und widerstandsfähigen Kabinendächer zu, wie man sie z. B. bei der F-14 Tomcat oder zweisitzigen Versionen der F-16 findet.

### Schleudersitz
Es ist verständlich, dass das Herausschleudern der Besatzung über Schleudersitze komplizierter wird, wenn zwei dicht hintereinander sitzende Personen bei hoher Geschwindigkeit und eventuell unkontrolliertem Flug sich sicher vom Flugzeug entfernen sollen.
Zu diesem Zweck erfolgt beim Tandem der Ausschuss gestaffelt von hinten nach vorne, nur durch einige Millisekunden verzögert. Eine Divergenz sorgt dafür, dass der eine Sitz etwas nach links und der andere etwas nach rechts katapultiert wird, um einen Zusammenstoß in der Luft zu vermeiden.
Eine weitere, doch äußerst seltene Methode ist die z. B. der F-111. Die Piloten verlassen das Flugzeug nicht über Schleudersitze, sondern verbleiben im Cockpit, das als Rettungskapsel vom Flugzeug abgesprengt wird und unter einem Fallschirm mit einem Durchmesser von 21 Metern zur Erde schwebt.

## Listen zweisitziger Flugzeuge (Auswahl)

### Sportflugzeuge
Im Folgenden werden ausschließlich zweisitzige Flugzeuge für private Zwecke aufgelistet. Diese werden oft zur Ausbildung verwendet; zum Erwerb der PPL (Private Piloten Lizenz).
- Aero AT-3 R 100
- Aquila A 210
- Blackburn Mercury (1911)
- Boeing Stearman PT 17
- Cessna 150/152
- DYNAMIC WT 9-LSA
- Extra 300 L
- Piper PA-18
- Piper J-3
- Piper PA-11
- Piper PT-1
- Desoutter Mk.I
- Taylor E-2
- Taylor J-2

### Kampfflugzeuge
Im Folgenden werden ausschließlich zweisitzige Flugzeuge für militärische Zwecke aufgelistet, da die Nennung jeder zivilen Maschine mit zwei Sitzplätzen den Rahmen dieser Liste sprengen würde. Für weitere Informationen zu Zivilmaschinen kann unter „Sportflugzeug“ und den weiterführenden Links nachgelesen werden.
| Moderne Kampfflugzeuge | Historische Beispiele | Historische Beispiele |
| --- | --- | --------------------- |
| - Dassault Dornier Alpha Jet E - Dassault Mirage IV - Dassault Mirage 2000B (Trainerversion) - Dassault Mirage 2000N - Dassault Rafale B und N - Douglas A-4 Skyhawk (Trainerversion) - Eurofighter Typhoon (als Trainerversion) - Embraer AMX-T (Trainerversion) - FMA IA 58 Pucará - General Dynamics F-16B und D (Trainerversionen) - General Dynamics F-16XL - General Dynamics F-111 Aardvark - General Dynamics EF-111A Raven - Grumman A-6 Intruder - Grumman F-14 Tomcat - Grumman OV-1 Mohawk - Korean Aerospace Industries T-50/A-50 Golden Eagle (auch Trainer) - Lockheed FB-22 (evtl. zukünftige Variante der F-22) - Lockheed F-104 (verschiedene Trainerversionen) - Lockheed CF-104D (Kanadische Trainerversion) - Lockheed SR-71 Blackbird - McDonnell F-4 Phantom II - McDonnell Douglas F-15B (Trainerversion) - McDonnell Douglas F/A-18B, D und F (Trainerversionen) - Mikojan-Gurewitsch MiG-23C - Mikojan-Gurewitsch MiG-25PU (Trainerversion) - Mikojan-Gurewitsch MiG-29UB (Trainerversion) - Mikojan-Gurewitsch MiG-31 Foxhound - Mitsubishi T-2 (Trainer) - Northrop B-2 Spirit - Panavia 200 Tornado - Saab JAS 39 Gripen (Trainer- und Einsatzversion) - Samsung Aerospace KTX-2 Indigenous Trainer (Geplanter Trainer) - Suchoi Su-24 Fencer - Suchoi Su-27 Flanker-C (Trainerversion) und Su-27PU - Suchoi Su-30, Su-30 MKK und Su-30 MKI - Suchoi Su-33 KUB (u. a. Trainerversion) - Suchoi Su-34 | - Aichi D3A Kanbaku - AME VI - Arado Ar 196 - Bristol F.2 Fighter - Curtiss SB2C Helldiver - Douglas SBD Dauntless - De Havilland DH.82 Tiger Moth Tiger Moth - De Havilland DH. 98 Mosquito - Fairey Firefly - Fairey Fulmar - Grumman AF-2 Guardian - Grumman FF-1 und FF-2 - Iljuschin Il-2 Sturmowik (Mit Bordschützen) - Jakowlew Jak-6 - Jakowlew Jak-11 - Junkers Ju 87 Stuka - Kawasaki Ki-45 Toryu - Lockheed F-94 Satfire - Lockheed T-33A T-Bird - Messerschmitt Bf 110 - Messerschmitt Me 210 - Messerschmitt Me 410 - Mitsubishi Ki-46 Dinah - Nakajima J1N Gekko - North American AT-6 Texan (Schulflugzeug) - Northrop F-89 Scorpion - Vultee A-31/A-35 Vengeance - Westland Lysander - Yokosuka D4Y Suisei - Yokosuka E14Y Glen - Yokosuka K5Y Willow (Schulflugzeug) |                       |